# Raniero Di Giovanbattista
Raniero Di Giovanbattista (* 1932 in Rom) ist ein italienischer Filmschaffender und Pornoregisseur.
Di Giovanbattista war seit 1963 in der Filmproduktion mit verschiedenen Aufgaben tätig; neben Produktionsleitungen und Inspektionen trat er auch als Schauspieler auf und verfasste Drehbücher.
Zwischen 1979 und 1985 inszenierte er unter dem Pseudonym „Jonas Reiner“ einige Pornofilme mit Moana Pozzi in der Hauptrolle.

## Filmografie (Auswahl)
- 1963: Il peccato (Produktionsinspektor)
- 1973: Castigata – Die Gezüchtigte (Flavia, la monaca musulmana)